# San Antonio de Flores (El Paraíso)
San Antonio de Flores è un comune dell'Honduras facente parte del dipartimento di El Paraíso.
Il comune venne istituito il 28 ottobre 1886.